# Supercopa hondurenya de futbol
La supercopa hondurenya de futbol és una competició d'Hondures de futbol que enfronta els campions de lliga i copa de la temporada anterior. Començà de forma no oficial l'any 1997, i el 2015 es reactivà però finalment no es disputà. Fou el 2016 quan es tornà a activar després de 17 anys de discontinuïtat. No fou fins al 2017 que la competició fou considerada oficial per les autoritats.

## Historial
| Temporada            | Campió                        | Resultat                      | Finalista                     | Estadi                          |
| Edicions no oficials | Edicions no oficials          | Edicions no oficials          | Edicions no oficials          | Edicions no oficials            |
| -------------------- | ----------------------------- | ----------------------------- | ----------------------------- | ------------------------------- |
| 1997                 | Olimpia (1)                   | 1–0                           | Platense                      | Estadio Francisco Morazán       |
| 1999                 | Motagua (1)                   | 1–0                           | Platense                      | Estadio Tiburcio Carías Andino  |
| 2015                 | Motagua v Olimpia (abandonat) | Motagua v Olimpia (abandonat) | Motagua v Olimpia (abandonat) | Estadio Juan Ramón Brevé Vargas |
| 2016 I               | Olimpia (2)                   | 3–3 (5–4 pen.)                | Honduras Progreso             | Estadio Humberto Micheletti     |
| 2016 II              | Olimpia (3)                   | 3–0                           | Juticalpa                     | Estadio Juan Ramón Brevé Vargas |
| Edicions oficials    |                               |                               |                               |                                 |
| 2017                 | Motagua (2)                   | 2–1                           | Marathón                      | Estadio Francisco Morazán       |
| 2019                 | Marathón (1)                  | 0–0 (4–2 pen.)                | Platense                      | Estadio Carlos Miranda          |